# Берланкур ле Короа
Берланкур ле Короа (фр. Berlencourt-le-Cauroy) насеље је и општина у североисточној Француској у региону Север-Па д Кале, у департману Па де Кале која припада префектури Арас.
По подацима из 2011. године у општини је живело 299 становника, а густина насељености је износила 39,97 становника/km². Општина се простире на површини од 7,48 km². Налази се на средњој надморској висини од 110 метара (максималној 151 m, а минималној 87 m).

## Демографија
| 1962. | 1968. | 1975. | 1982. | 1990. | 1999. | 2011. |
| ----- | ----- | ----- | ----- | ----- | ----- | ----- |
| 197   | 266   | 246   | 241   | 254   | 265   | 299   |

График промене броја становника у току последњих година